# مصطفى حسين
مصطفي حسين رسام كاريكاتير مصري شهير، (7 مارس 1935 - 16 أغسطس 2014) وهو فنان ورسام كاريكاتير اجتماعي سياسي يومي في جريدة الأخبار المصرية وهو صاحب أشهر الشخصيات الكاريكاتيرية التي تحولت إلى مسلسلات تليفزيونية كوميدية منها مسلسل قط وفار وناس وناس.

## السيرة الذاتية
التحق بكلية الفنون الجميلة قسم تصوير بجامعة حلوان عام 1953 وتخرج منها عام 1959. بدأ حياته الصحفية في دار الهلال 1952 وكان يشارك في تصميم غلاف مجلة «الاثنين»، وفي عام 1956 عمل رساماً للكاريكاتير بصحيفة المساء وظل بها حتى عام 1963، ثم انتقل للعمل في صحيفة «أخبار اليوم» ومجلة «آخر ساعة»، ومنذ عام 1974 وهو مستمر في العمل بصحيفة «الأخبار».
شكل مع الكاتب أحمد رجب ثنائي هائل عملا سوياً لأعوام فكان أحمد رجب صاحب الأفكار وكان مصطفى حسين صاحب الريشة، العلامة أحمد رجب إلى أن افترقا فلم يعودا يعملان سوياً. إنضم مؤخراً إلى جريدة المصري اليوم ليرسم كاريكاتير أسبوعي. ولا يزال يرسم الكاريكاتير يوميا في جريدة الأخبار اليومية وبالتحديد في الصفحة الأخيرة.

### وفاته
توفي مصطفى حسين، السبت 16 أغسطس 2014، بعد صراع مع المرض عن عمر ناهز ال79 عامًا، حسبما أعلنته مؤسسة أخبار اليوم التي ينتمي إليها.
كان مصطفى حسين قد أجرى جراحة دقيقة لإزالة ورم خبيث بالولايات المتحدة قبل عودته للقاهرة، وكان يخضع للعلاج الكيميائي من وقت لآخر هناك.

## الشخصيات الكاريكاتيرية
الشخصيات الكاريكاتيرية التي أبدعها مصطفى حسين:
- فن
- المواطن
- كيف تعيش
- سيسى مان
- عزيز بك الأليت
- اسلوب حياه
- مطرب الأخبار
- عباس العرسة
- علي الكومندا
- قاسم السماوي

## الجوائز والأوسمة
- فاز بجائزة ---- التقديرية في عهد كل من السادات ومبارك ومرسي.
- ذُكر اسمه في موسوعة أبرز الشخصيات المصرية.
- الجائزة الفضية في مهرجان «آق شهير» بتركيا، عام 1974.
- نوط الامتياز من الطبقة الأولى عام 1985 عن أحسن ---- بالدولة.
- جائزة الدولة التشجيعية في ---- من المجلس الأعلى للثقافة، عام 1985.
- شهادة تقديرية من جامعة المنيا، عام 1997.
- الجائزة الثانية في الملتقى العالمي ---- بإمارة دبي.
- شهادة تقديرية من جامعة مصر الدولية، عام 2000.
- تم تكريمة في المهرجان الدولي للثقافه، عام 2001.
- جائزة الدولة التقديرية في الفنون من المجلس الأعلى ---- عام 2003.

## التدرج الوظيفي
- من أهم الوظائف التي يقوم بها
- قام بالإشراف على الإدارة الفنية بوكالة أنباء الشرق الأوسط - عام 2010.
- رئيس تحرير مجلة الكاركاتير (المجلة الوحيدة في الوطن العربي) - عام 1989.
- رئيس للجمعية المصرية للكاريكاتير - عام 1993.
- أستاذ غير متفرّغ بكلية الفنون- عام 1999.
- محكّم لمسابقة دولية لفن الرسم بإمارة دبي - عام 2000.

## الهيئات التي ينتمى إليها
- عضو بالمجلس الأعلى للرسم عام 2002.
- عضو بالمجالس القومية للكاريكاتير عام 2002.
- عضو بهيئة التدريس بكلية الفنون الجميلة عام 2002
- نقيب الفنانين التشكليين عام 2002.

## النشاط الفني
- اشترك في تأسيس مجلة للرسم عام 1964.
- اشترك في أول فيلم للرسوم المتحركة (3d) لمؤسسة السينما عام 1965 وكانت هذه هي بداية دخول تقنية الصور ثلاثية الأبعاد.
- نُشرت أعماله في جريدة الأخبار وقالت عنه الجريدة إنه فنان موهوب حيث شقّ لنفسه طريقا جديدا في مجال الكاريكاتير ---- عام 1966.
- نُشرت رسومه في جميع الجرائد ----.
- في استفتاء لمجلة صباح الخير (رغم أنه لا يعمل بها) اختير كأحسن رسام صحفي عام 1980.
- قام بتصميم وسام نجمة سيناء التي تقلدها الرئيس السادات عام 1990 حيث أبدع في رسمها لما يمتاز به من موهبه في فن الرسم.
- أُقيم معرض له بمتحف الفن الحديث للكاريكاتير.

## المقتنيات
له العديد من المقتنيات الفنية: في فن الرسم بمتحف الفن الحديث، مركز الإبداع بالإسكندرية الهيئة العامة للكتاب، المحكمة الدستورية العليا والمعهد العالي للموسيقى.

## مواضيع متعلقة
- كاريكاتير
- فن الرسم